# Carlos Elgueta
Carlos Eduardo Elgueta Vallejos (26 de julio de 1912 - 27 de octubre de 2007) fue un escritor e historiador chileno nacido en Mulchén, que perteneció al estrato popular de la Generación del 38.

## Biografía
Estudió hasta tercer año de humanidades en el Liceo local de Mulchén, ciudad de la antigua Araucanía. Vivió muchos años fuera de su patria natal, viajando por la pampa argentina y por la pampa patagónica chilena desempeñando varios oficios. Posteriormente se radicó en Santiago de Chile, donde formó su familia con Guillermina Cares Ruiz, otra natural de Mulchén, con quien tuvo dos hijos: Aníbal (1940) y Carmen (1943).
Los años de su madurez juvenil los vivió en una agitada bohemia con escritores, pintores y poetas. Departió con Pablo Neruda, Pablo de Rokha, Nicasio Tangol, con el rancagüino Oscar Castro, con el angolino Israel Roa, Nicomedes Guzmán, el antofagastino Andrés Sabella y el tomecino Vicente Parrini Ortiz, y otros. Fue, de este modo, miembro de la "Generación literaria del 38".
Muerto su padre, volvió a las tierras mulcheninas y, desde el fallecimiento de su madre, acaecido en 1962, se afincó para siempre en su ciudad natal, quedando en la capital su mujer, sus hijos y sus nietos, alejándose de la actividad literaria por más de 30 años.
Fallece el 27 de octubre de 2007.

## Obra
Sus cuentos fueron publicados por La Nación, El Mercurio, El Imparcial, El Ilustrado y otros diarios. Nicomedes Guzmán le antologó el cuento Maude en Nuevos Cuentistas Chilenos, y en 1946 incluyó su libro La Noche y las Palabras, en la Colección "La Honda".
Posteriormente, viviendo en su tierra natal, preparó la Síntesis Histórica de Mulchén y en 1985, editó artesanalmente una colección de 14 romances titulados Pucollag (en mapudungun, POEMAS). Paralelo a este último escribió el poema Inmemorial del Nuevo Mundo.
En 1988 se publica como parte de la "Colección Tertulias Medinensis" de Ediciones Rumbo, la recopilación de poemas Rimas del pobre Hermano.
Su contribución más notable a la historia de Mulchén fue Molcheñ: El Halcón Guerrero, de 1994, que relata los acontecimientos históricos ocurridos en el área fronteriza que dio origen a la comuna de Mulchén entre 1550 y 1962. Este libro fue prologado por unos de los intelectuales más influyentes de Chile, Gonzalo Vial Correa, quien se refirió a él como «una verdadera joya de investigación histórica».

### Publicaciones
- La Noche y las Palabras (1946)
- Síntesis Histórica de Mulchén (1985)
- Rimas del Pobre Hermano (1988)
- Pucollag (1992)
- Molcheñ: El Halcón Guerrero (1994)
- Transeúnte del Universo